# 제4회 골든 래즈베리상
제4회 골든 래즈베리상은 1983년 영화를 대상으로 1984년 4월에 열린 시상식이다. Third Street Elementary School Cafetorium에서 개최되었다.

## 수상 및 후보

### 최악의 작품상
- 외로운 법정 - Robert R. Weston 수상
- 헤라클레스 - 메나헴 골란
- 죠스 3 - 루퍼트 히지그
- 스토커 에이스 - 행크 문진
- 환상의 듀엣 - 로저 M. 로드스타인

### 최악의 남우주연상
- 천국의 낙원 - 크리스토퍼 앳킨스 수상
- 외로운 법정 - 로이드 보크너
- 헤라클레스 - 루 페리그노
- 엔틀 - 바브라 스트라이샌드
- 스테잉 얼라이브 - 존 트라볼타

### 최악의 여우주연상
- 외로운 법정 - 피아 자도라 수상
- 사악한 여자 - 페이 더너웨이
- 스토커 에이스 - 로니 앤더슨
- 체인 히트 - 린다 블레어
- 환상의 듀엣 - 올리비아 뉴턴-존

### 최악의 남우조연상
- 스토커 에이스 - Jim Nabors 수상
- 외로운 법정 - 조셉 칼리
- 죠스 3 - 루이스 고셋 주니어
- 외로운 법정 - 안소니 홀랜드
- 슈퍼맨 3 - 리처드 프라이어

### 최악의 여우조연상
- 체인 히트 - 시벌 대닝 수상
- 외로운 법정 - 비비 베쉬
- 스테잉 얼라이브 - 피놀라 휴즈
- 엔틀 - 에이미 어빙
- 낯선 침입자 - 다이아나 스카위드

### 최악의 감독상
- 외로운 법정 - Peter Sasdy 수상
- 죠스 3 - 조 알베스
- 스카페이스 - 브라이언 드팔마
- 환상의 듀엣 - 존 허즈펠드
- 스토커 에이스 - 할 니드햄

### 최악의 각본상
- 외로운 법정 수상
- 플래시댄스
- 헤라클레스
- 죠스 3

### 최악의 신인상
- 헤라클레스 - 루 페리그노 수상
- 스토커 에이스 - 로니 앤더슨
- 초인 헌터욜 - 렙 브라운
- 죠스 3 - 신디와 샌디(돌고래)
- 스테잉 얼라이브 - 피놀라 휴즈

### 최악의 주제가상
- 외로운 법정 - The Way You DO It 수상
- 쿼렐리 - Each Man Kills The Thing He Loves
- 외로운 법정 - Lonely Lady
- 초인 헌터욜 - Yor's World!
- 쿼렐리 - Young and Joyful Bandit

### 최악의 음악상
- 외로운 법정 - Charles Calello 수상
- 쿼렐리 - 피어 라벤
- 슈퍼맨 3 - 조지오 모로더
- 엔틀 - 미셀 르그랑
- 초인 헌터욜 - 존 스콧

## 같이 보기
- 제56회 아카데미상
- 제37회 영국 아카데미 영화상
- 제41회 골든 글로브상